# Francois-Kaserne

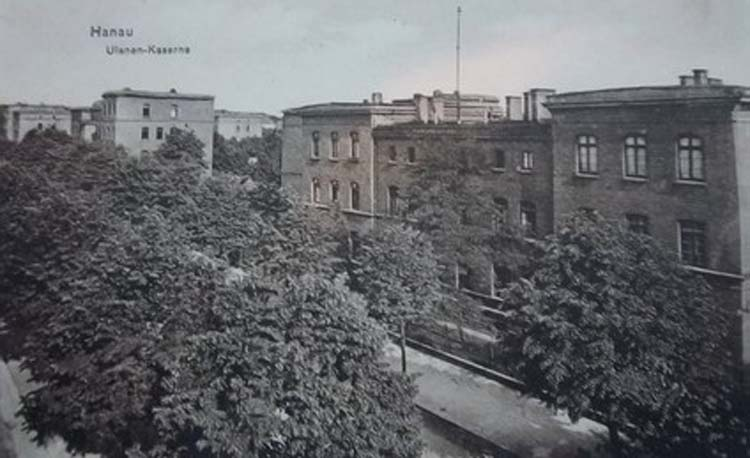
Kaserne, ca. 1900

Die Francois-Kaserne ist eine ehemalige Kasernenanlage im Stadtteil Lamboy der Stadt Hanau.

## Geschichte
Im Jahr 1891 suchte preußische Armee nach einem Standort für das Thüringische Ulanen-Regiment Nr. 6. Da sowohl die Alt- als auch die Neustadt von Hanau nur wenig freie Flächen für ein solches Vorhaben boten, entschieden sich die Verantwortlichen für ein nahezu unbebautes Gebiet östlich der Friedberger Straße. Die 1894 fertiggestellte Ulanen-Kaserne bestand aus Verwaltungsgebäuden und Futterreservoirs für die Pferde. Bei der Kaserne entstand um 1900 eine Siedlung, das heutige Lamboyviertel.
Das Ulanen-Regiment war bis zum Ende des Ersten Weltkriegs in der Kaserne stationiert, anschließend wurde es aufgelöst und die Kaserne stand leer. 1937 zog die Wehrmacht in die Kaserne ein und stationierte dort den Regimentsstab sowie die 13. und 14. Kompanie des Infanterieregiments Nr. 88. Im Gegensatz zu den anderen Kasernen in Lamboy blieb die Ulanen-Kaserne im Zweiten Weltkrieg unbeschädigt. Nach dem Krieg nutzte sie die US-Besatzungsmacht zusammen mit der Hutier-Kaserne und der Hessen-Homburg-Kaserne zum Betrieb eines der größten hessischen Lager für Displaced Persons.
Nach der Schließung des DP-Lagers zum 30. November 1950 zog die US-Armee in die Kaserne ein, gleichzeitig erhielt die Kaserne den neuen Namen Francois-Kaserne. Diese diente als Stützpunkt für mehrere Artillerieeinheiten mitsamt Truppen.

## Konversion
Im Jahr 1991 räumte die US-Armee die Francois-Kaserne. Das Gelände stand anschließend jahrelang leer. Da zwischenzeitlich das Lamboyviertel zu einem Stadtquartier mit hohem Anteil sozial schwacher Einwohner wurde, wurden dem Gelände nur wenig Chancen für eine künftige Nutzung eingeräumt. Erst mit der Landesgartenschau Hanau 2002 kamen Pläne auf, die Veranstaltung auf dem ehemaligen Gelände der Francois-Kaserne abzuhalten. Dazu fanden im Jahr 1998 umfangreiche Sanierungsarbeiten statt. Gleichzeitig entstand eine neue Wohnsiedlung im südlichen Teil der Kaserne.
Heute prägt die ehemalige Francois-Kaserne eine Mischung aus Wohn- und Gewerbeflächen. Neben einem Kindergarten und einer Außenstelle der Tümpelgartenschule ist unter anderem die Volkshochschule Hanau hier ansässig.

## Denkmalschutz
Die Francois-Kaserne ist ein Kulturdenkmal nach dem Hessischen Denkmalschutzgesetz.